# Morašice (Svitavyi járás)
Morašice település Csehországban, a Svitavyi járásban. Morašice Dolní Újezd, Nová Sídla, Tržek, Cerekvice nad Loučnou, Makov, Osík, Litomyšl, Vidlatá Seč és Újezdec településekkel határos. Lakosainak száma 738 fő (2024. január 1.).

## Népesség
A település lakosságának változását az alábbi diagram mutatja:
| Lakosok száma | 1029 | 1090 | 1055 | 808  | 705  | 740  | 713  | 716  | 736  | 738  |
|               | 1869 | 1890 | 1921 | 1950 | 1980 | 2001 | 2017 | 2019 | 2022 | 2024 |